# Гогітідзе Назіко Хасанівна
Назіко Хасанівна Гогітідзе (1917, село Кведа-Самеба, тепер Кобулетський муніципалітет, Аджарія, Грузія — ?) — грузинська радянська діячка, директор Мухаестатської середньої школи Кобулетського району Аджарської АРСР, секретар Кобулетського районного комітету КП Грузії. Депутат Верховної ради СРСР 3—4-го скликань.

## Життєпис
Народилася в бідній селянській родині. У 1934 році вступила до комсомолу. У 1937 році закінчила Батумське педагогічне училище.
У 1937—1942 роках — студентка історичного факультету Тбіліського державного університету імені Сталіна.
Член ВКП(б) з 1942 року.
Після закінчення університету працювала вчителькою, завідувачем навчальної частини, а потім директором середньої школи села Хуцубані Кобулетського району Аджарської АРСР.
У 1945—1950 роках — директор середньої школи села Мухаестате Кобулетського району Аджарської АРСР.
У 1950—1954 роках — секретар, з 1954 року — 2-й секретар Кобулетського районного комітету КП Грузії.
Подальша доля невідома.

## Нагороди
- медаль «За оборону Кавказу»
- медаль «За доблесну працю у Великій Вітчизняній війні 1941—1945 рр.»